# Кахалуу-Кеаухоу
Кахалуу-Кеаухоу (гав. Kahaluu-Keauhou) — статистически обособленная местность в округе Гавайи (штат Гавайи, США).

## География
Согласно Бюро переписи населения США статистически обособленная местность Кахалуу-Кеаухоу имеет общую площадь 19,8 квадратных километров, из которых 15,4 км2 относится к суше и 4,4 км2 или 22,38 % — к водным ресурсам.

## Демография
По данным переписи населения за 2000 год в Кахалуу-Кеаухоу проживало 2414 человек, насчитывалось 1000 домашних хозяйств, 661 семья и 2339 жилых дома. Средняя плотность населения составляла около 157,2 человек на один квадратный километр.
Расовый состав Кахалуу-Кеаухоу по данным переписи распределился следующим образом: 65,53 % белых, 0,37 % — чёрных или афроамериканцев, 0,33 % — коренных американцев, 11,35 % — азиатов, 7,87 % — коренных жителей тихоокеанских островов, 13,75 % — представителей смешанных рас, 0,79 % — других народностей. Испаноговорящие составили 4,02 % населения.
Из 1000 домашних хозяйств в 18,6 % — воспитывали детей в возрасте до 18 лет, 54,4 % представляли собой совместно проживающие супружеские пары, в 8,8 % семей женщины проживали без мужей, 33,8 % не имели семьи. 24,4 % от общего числа семей на момент переписи жили самостоятельно, при этом 9,7 % составили одинокие пожилые люди в возрасте 65 лет и старше. В среднем домашнее хозяйство ведут 2,33 человек, а средний размер семьи — 2,68 человек.
Население Кахалуу-Кеаухоу по возрастному диапазону (данные переписи 2000 года) распределилось следующим образом: 16,4 % — жители младше 18 лет, 5 % — между 18 и 24 годами, 19,8 % — от 25 до 44 лет, 36 % — от 45 до 64 лет и 22,7 % — в возрасте 65 лет и старше. Средний возраст жителей составил 49 лет. На каждые 100 женщин приходилось 101,5 мужчин, при этом на каждые сто женщин 18 лет и старше приходилось 97 мужчин также старше 18 лет.

## Экономика
Средний доход на одно домашнее хозяйство Кахалуу-Кеаухоу составил 52 522 долларов США, а средний доход на одну семью — 60 368 долларов. При этом мужчины имели средний доход в 31 583 долларов в год против 26 389 долларов среднегодового дохода у женщин. 8,6 % от всего числа семей в местности и 13,4 % от всей численности населения находилось на момент переписи за чертой бедности, при этом 35,9 % из них были моложе 18 лет и 3,9 % — в возрасте 64 лет и старше.